# Леннеп (Ремшайд)
Леннеп (нем. Lennep) — один из городских округов Ремшайда (Северный Рейн-Вестфалия, Германия). По количеству жителей (25 440 человек по состоянию на 2008 г.) является вторым по величине городским округом Ремшайда. Будучи членом Ганзейского союза и прусским уездным городом, Леннеп долгое время был одним из важнейших городов Бергишской земли.
В Леннепе сохранился старый город, который является средневековым по своей основной структуре и является одним из 35 избранных исторических центров города Северный Рейн-Вестфалия. 116 домов в центре города, в том числе многие здания в стиле барокко Бергиш (Bergischen Barocks), построенные после городского пожара 1746 года, занесены в список исторических памятников (Denkmalschutz).

## География

### Положение
Леннер находится на юго-востоке Ремшайда. Он связан пригородной железной дорогой (дизель-поезд S7) как с центром города, так и с Золингеном и Вупперталем. Положение в горно-лесном регионе ранее осложняло экономические связи, но со строительством густой сети автомобильных дорог эта проблема была решена. Красота природы и его исторического центра привлекает в Леннеп большое количество туристов, а нахождение на "Пути Иакова" сделало его паломническим центром для идуших в испанский Сантьяго-де-Компостела.

### Охрана природы

#### Охраняемые биотопы
- Биотоп ВК-4709-0031

### Районы Леннепа
Леннеп как округ Ремшайда значится под номером "3" и, в свою очередь, делится на 13 районов.
| - 501 Леннеп Альтштадт (Lennep Altstadt) - 502 Леннеп Норд (Lennep Nord) - 503 Штадтгартен (Stadtgarten) - 504 Леннеп Нойштадт (Lennep Neustadt) - 505 Леннеп Вест (Lennep West) - 506 Хаккенберг (Hackenberg) - 507 Хенкельсхоф (Henkelshof) - 508 Хазенберг (Hasenberg) - 509 Треккназе (Trecknase) - 510 Гренцвалль (Grenzwall) - 511 Энгельсбург (Engelsburg) - 512 Бергиш Борн Ост (Bergisch Born Ost) - 513 Бергиш Борн Вест (Bergisch Born West) |

## История

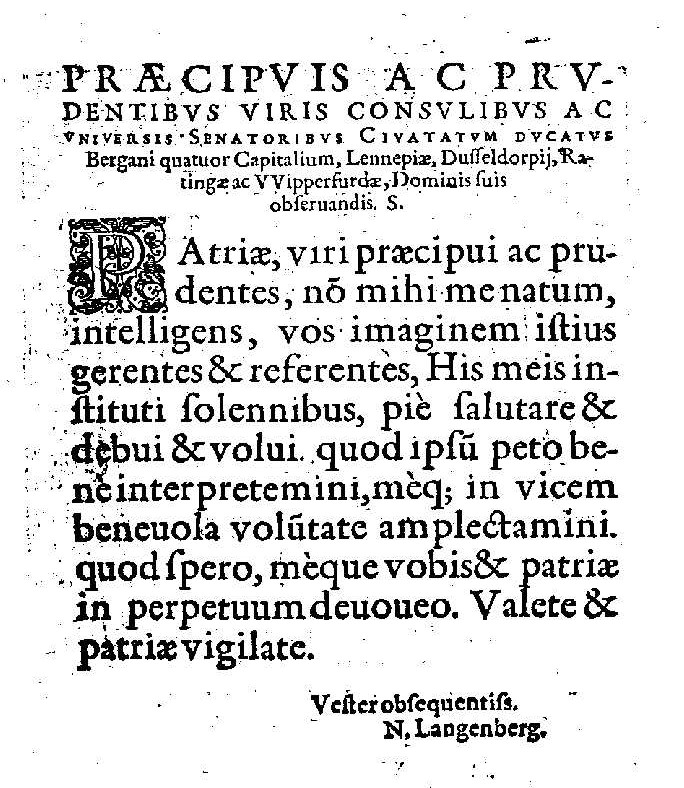
Леннеп как первая из четырех столиц Бергиша (по значению) (1596 г.)

Как свидетельствуют археологические находки, человеческие поселения существовали в районе Леннепа ещё 5 000 лет назад. По преданию, город возник в XII веке. В бассейне реки Линепе (сегодня Леннепе-Бах) был фронхоф (вид поместья) и часовня, посвященная Святому Николаю. Этот фронхоф перешёл во владение графов Бергов около 1200 года, а позже - герцогу Генриху фон Лимбургу, который подарил его монастырю Святого Куниберта в Кёльне в первой половине XIII века. С возвышением часовни до приходской церкви образовалось первое средневековое поселение.
Леннеп получил права города (городскую грамоту) между 1259 и 1276 годами и является одним из старейших городов в земле Бергишес. Помимо Випперфюрта (1222 г.), Ратингена (1276 г.) и Дюссельдорфа (1288 г.), Леннеп был также одной из четырех столиц герцогства Берг. В 1276 Леннеп стал совещательной палатой Ратингенского суда. В то время уже существовала высокая крепостная стена с двумя боковыми воротами. Располагаясь на географически выгодном, двухдневном пути из Кёльна в Дортмунд, к тому же на дальнем торговом пути раннего средневековья в Магдебург, Леннеп быстро превратился в важный торговый город. В XIII веке Леннеп стал членом Ганзейского союза и имел множество торговых заведений. В течение XIV веке быстрыми темпами росла суконная промышленность Леннепа, продукция которой была известна далеко за пределами страны.
В результате городского пожара около 1325 г. существовавшие документы о городских правах были уничтожены, поэтому граф Адольф подтвердил права города и  расширил их, включив судебные права. С тех пор в городе были права на содержание рынка и чеканку монет (Münzrecht), а с 1371 года - таможенное право.
26 сентября 1563 г. очередной пожар уничтожил практически весь город, оставив уцелевшими всего нескольких домов. В период восстановления, который длился примерно до 1575 года и был поддержан освобождением от налогов и льготами герцогом Вильгельмом, были реконструированы площади, улицы и отдельные здания, что благоприятно сказалось на более рациональном размещения мастерских.

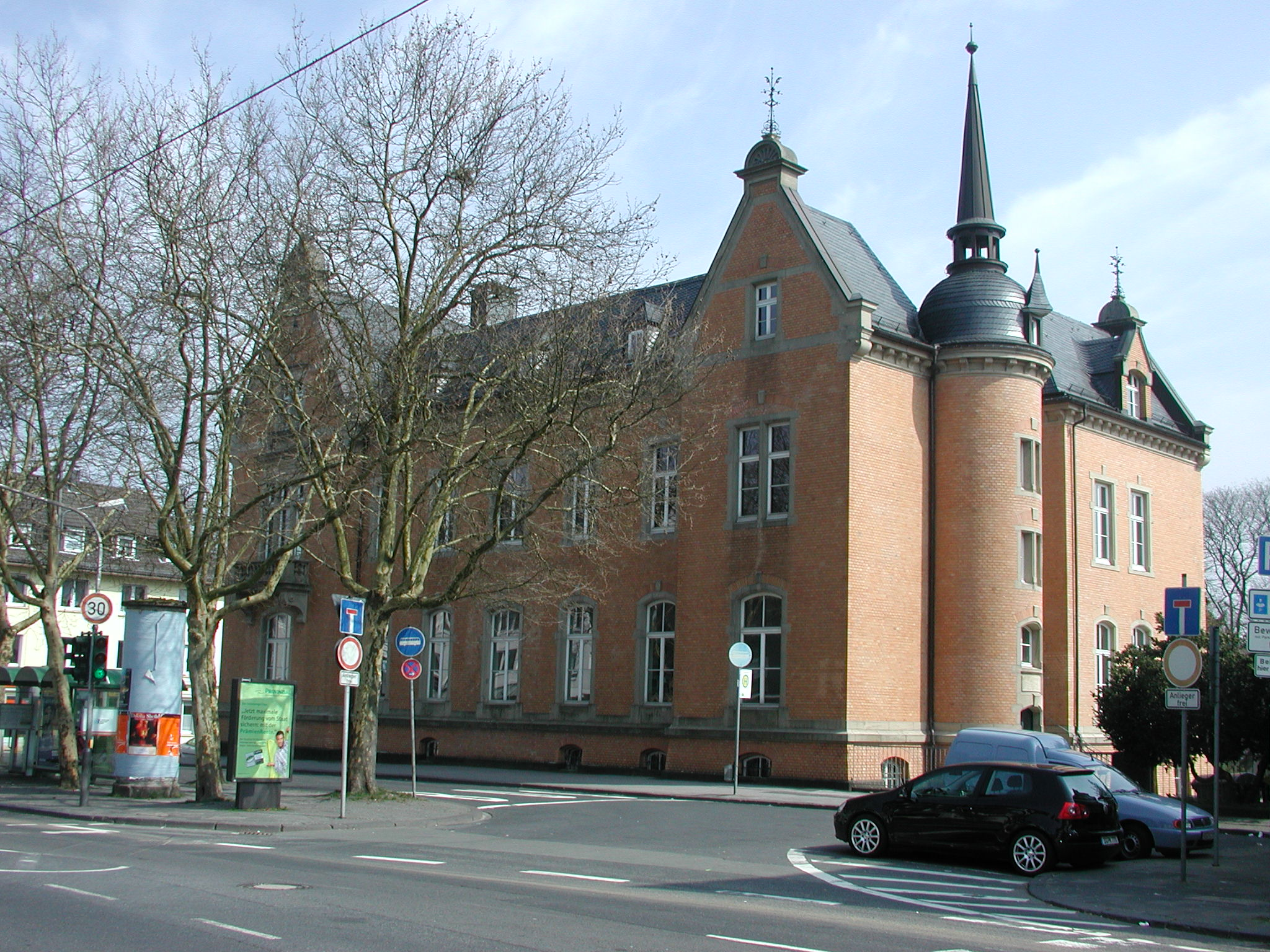
Здание бывшей районной администрации (построено в 1889 г.) - ныне школа Карла Кинда.

Успешное развитие города закончилось большим городским пожаром 4 октября 1746 года, жертвой которого стал почти весь город. После этого многие ремесленники и торговцы поселились в соседних городах. Восстановление города по средневековому плану шла медленно. До начала периода индустриализации город не выходил за пределы средневековой стены. Только после этого город продолжал развиваться вдоль основных магистралей, особенно на юге и западе, где возникли улицы нового района Нойштадт с судом, вокзалом и зданием районной администрации (Kreishaus). Тем не менее, город вряд ли мог составить конкуренцию окружающим новым городам в долине Вуппера.
В 1808 году город стал резиденцией кантона Эльберфельдского округа (Arrondissement Elberfeld) Рейнского департамента (Département Rhein) вассального Великого герцогства Берг и получил муниципальные права. Закон о муниципальной администрации Иоахима Мюрата от 1807 года первоначально предусматривал директора, с 1809 года - мэра во главе муниципалитета, которого поддерживало городское собрание, когда было менее 5000 жителей. Им помогал муниципальный совет, который участвовал в составлении бюджета. В ходе Венского конгресса этот район был присоединен к Пруссии в 1815 году, и была введена конституция мэра, согласно которой мэр возглавлял администрацию.
Леннеп стал ареной забастовки суконников (Textilarbeiterstreik im Kreis Lennep) в 1850 году. 17 августа 1857 года Леннеп получил прусский городской устав. Во время Первой мировой войны и в период инфляции до 1923 года город и район выпускали чрезвычайные деньги.
До 1929 года Леннеп был резиденцией одноименного прусского округа. В 1929 году он был включен в состав города Ремшайд. Роспуск округа и объединение вызвали сильные протесты среди населения, которые, однако, были безрезультатными. С тех пор Леннеп сформировал самый большой по площади район Ремшайда, который был расширен в 1975 году в рамках региональной реформы Северный Рейн-Вестфалия и включил город Бергиш-Борн, который частично уже принадлежит Леннепу. В 1980 г. отмечалось 750-летие города.

## Герб

Герб Леннепа

На гербе Леннепа, основанном на городской печати, созданной в 1260/70 гг., изображены красная городская стена с воротами и красное двухбашенное церковное здание с синей крышей и синими башенными куполами наверху. Левую (геральдическую) башню венчает золотой флюгер в форме петуха. Над церковью находится небольшой серебряный щит с красным львом, поднимающимся справа. Это геральдическое животное линии графов и герцогов Бергских. Герб Леннепа поразительно похож на герб города Випперфюрта, который был старше на восемь лет: здесь также укрепленная церковь как символ «города» в прямой связи с государственным гербом, что свидетельствует о важности места, а также престиже, который завоевал высокий средневековый суверенный князь. Такая геральдика свидетельствует о возвышении или основании города.